# 喜瀬と通夫の日曜楽楽生ワイド
『喜瀬と通夫の日曜楽楽生ワイド』（きせとみちおのにちようらくらくなまワイド）はSTVラジオで放送されていた生ワイド番組。放送時間は毎週日曜 12:00 - 17:00。

## 概要
これまでの『Yo!Hey!サンデー!』の放送枠を引き継いだ上で、2001年に15年間に渡って放送していた『河村通夫の桃栗サンデー』の内容を取り込み、再出発。この番組は「暮らしの知恵と工夫」を紹介しながら、リスナーに「なるほど」と言える情報を伝える生活情報番。一方,喜瀬は『喜瀬ひろしのぞっこん!ど～んと歌謡曲』からのスライドであるが、歌謡曲要素は薄く、『ときめきワイド』的な色合いがある。
2015年12月に「桃栗サンデー」のゲストに喜瀬が出演した際にSTVラジオ編成制作部長が喜瀬と河村のやり取りの面白さを見出したことや、また桃栗サンデーの前身である「河村通夫の桃栗三年」で後半に「ときめきワイド」の宣伝で喜瀬が2-3分出演し語り合うパートがあったこともあり本番組に発展した。序盤30分は喜瀬・河村両者がフリートークを行った後前半は河村、後半は喜瀬がメインパーソナリティを行う構成とした。
この番組では『喜瀬の日曜ショッピング』・『清水博正 ありがとうを言いたくて』・『杜このみ “ふわり”うたの旅』・『中央競馬実況中継』をフロート番組（箱番組）として内包する。
2017年4月からSTVラジオでファイターズ中継全試合を中継することが2017年2月に発表され、これを伴う番組改編により2016年4月 - 2017年3月までの1年間で終了。河村はかつて放送していた「河村通夫の桃栗サンデー」を時間帯を変更して復活し、喜瀬は新番組「喜瀬ひろしの楽楽日ようび」をそれぞれ2017年4月より担当する。

## パーソナリティ
- 喜瀬ひろし[2]
- 河村通夫[2]
- 若杉佳子[2]
- 渋谷もなみ[2]